# Buntgrasmier
De buntgrasmier (Lasius psammophilus) is een mierensoort uit de onderfamilie van de schubmieren (Formicinae). De wetenschappelijke naam van de soort is voor het eerst geldig gepubliceerd in 1992 door Seifert.